# Emanuel Adelcrantz
Emanuel Adelcrantz, född 23 juni 1721 i Stockholm, död 26 juni 1788 i Jönköping, Jönköpings län, var en svensk friherre och ämbetsman.

## Biografi
Emanuel Adelcrantz föddes 1721 i Stockholm. Han var son till arkitekten Göran Josuæ Adelcrantz och Maria Köhnman. Adelcrantz blev 1737 auskultant i Göta hovrätt och 1637 kanslist i Kammarrevisionen. Han blev 12 augusti 1741 vice auditör i Älvsborgs regemente och 22 augusti 1742 ordinarie auditör. Adelcrantz blev 3 november 1747 advokatfiskal i Amiralitetet i Karlskrona och 28 februari 1754 assessor i Göta hovrätt. Han blev 8 mars 1757 hovrättsråd i Göta hovrätt och upphöjdes till friherre Adelcrantz 13 maj 1777. Adelcrantz utnämndes 22 november 1784 till riddare av Nordstjärneorden och blev 18 januari 1785 vice president i Göta hovrätt. Han avled 1788 i Jönköping.

### Egendom
Adelcrantz ägde Hubbestads säteri i Svenarums socken.

### Familj
Adelcrantz gifte sig 14 juli 1754 i Karlskrona med Fredrika Amalia Grubbe (1727–1810), dotter till översten Johan Carl Grubbe och grevinnan Anna Maria Barck. De fick tillsammans barnen Anna Maria Adelcrantz (1756–1796), löjtnanten Carl Gustaf Adelcrantz (1757–1786) vid Smålands kavalleriregemente, Fredrika Amalia Adelcrantz (1759–1761), Hedvig Charlotta Adelcrantz (1762–1826), Eva Ulrika Adelcrantz (1767–1848) och Fredrika Lovisa Adelcrantz (1771–1860).